# ویلموش شیپوش
ویلموش شیپوش (مجاری: Sipos Vilmos; ۲۴ ژانویهٔ ۱۹۱۴ – ۲۵ ژوئیهٔ ۱۹۷۸) بازیکن فوتبال اهل مجارستان-یوگسلاوی بود.
از باشگاه‌هایی که در آن بازی کرده می‌توان به باشگاه فوتبال بولونیا، باشگاه فوتبال فرنتس‌واروش، باشگاه فوتبال راپید بخارست، باشگاه فوتبال گراجانسکی زاگرب، باشگاه فوتبال یوگسلاویا، باشگاه ورزشی یانگ بویز برن، و باشگاه فوتبال مسینا اشاره کرد.
وی همچنین در تیم‌های ملی فوتبال یوگسلاوی و مجارستان بازی کرده‌است.